# Synerythrops truncata
Synerythrops truncata är en kräftdjursart som beskrevs av Murano 1975. Synerythrops truncata ingår i släktet Synerythrops och familjen Mysidae. Inga underarter finns listade i Catalogue of Life.